# 陳秀梅
陳秀梅（英語：May Tan Siew-boi，1955年11月30日—），香港銀行家及性別平等倡議人，曾任渣打銀行（香港）行政總裁、嘉誠亞洲行政總裁兼合夥人。
陳秀梅為嘉誠創立175年首位女性合夥人、渣打集團史上首位女性行政總裁，及香港史上首個在鈔票上簽署的女性。

## 生平

### 早年生活
陳秀梅生於馬來西亞柔佛州新山，父母是當地華人。陳秀梅為家中五兄妹最小的孩子，自幼受兄姊照顧。陳秀梅於18歲時，離開馬來西亞前往英國雪菲爾大學留學，並獲得會計和經濟學雙學位。畢業後，陳秀梅聽從姐姐的建議加入會計行業，以便一邊賺錢一邊學習。
1979年，陳秀梅加入羅兵咸永道會計師事務所工作，其後成為英格蘭及威爾士特許會計師公會會員。在羅兵咸永道工作三年後，她於1983年加入逾百年歷史的投資銀行嘉誠國際擔任分析師。1984年10月，她獲嘉誠國際派遣到香港工作。當時，香港面對前途問題，股市長期徘徊低位、港元大幅貶值及銀行危機出現，令陳秀梅希望盡快離開香港。在其個人的堅持、丈夫鼓勵及經濟環境改善後，陳秀梅逐漸將嘉誠在亞洲的業務，由10人發展到400人的團隊，並將業務擴展到中國、馬來西亞、新加坡及印尼，成為高風險金融領域的亞洲參與者。1993年，她擔任嘉誠亞洲的行政總裁，並於1995年成為合夥人。當時，她是嘉誠唯一的女性及亞裔合夥人，其餘79名合夥人皆為英籍男性。
在任行政總裁25年間，陳秀梅帶領公司為100多家公司進行首次公開發行（IPO）。

### 嘉誠亞洲
2000年，嘉誠與摩根大通成立合資企業。由於摩根大通在亞洲已收購香港的投行怡富證券，導致業務和員工重複。為求找到適合嘉誠亞洲團隊的職位，陳秀梅說服倫敦的合夥人，將嘉誠的亞洲業務出售予渣打銀行。2002年，陳秀梅帶領團隊協助渣打集團在香港交易所上市，並成為渣打集團上市的聯席保薦人兼聯席主經辦人。此後，陳秀梅一直與該銀行的高級管理層保持聯絡，並在雷曼兄弟迷你債券事件期間策劃出售嘉誠亞洲予渣打。渣打在收購期間表示，他們有意利用嘉誠亞洲的股權融資與執行能力，加強該銀行在亞洲的股權資本市場業務。

### 渣打香港
2009年1月，嘉誠亞洲併入渣打銀行（香港），陳秀梅加入渣打香港，擔任證券企業融資環球主管兼香港董事局成員。時任渣打集團行政總裁冼博德（Peter Sands）因陳秀梅擁有管理企業關係及敏銳商業頭腦，而建議她修讀FT非執行董事文憑，以準備成為多家公司的董事會董事。2012年4月，陳秀梅改任渣打集團亞洲區零售銀行副主席。
2014年，陳秀梅有意離開渣打退休，但集團意外地邀請她擔任香港區行政總裁，管理渣打香港的零售銀行、商業銀行、企業和投資銀行及私人銀行業務。同年7月，陳秀梅出任渣打香港行政總裁，接替升任集團大中華區域總裁的洪丕正。陳秀梅表示，在接任總裁後將著力驅動香港業務繼續增長，並配合洪丕正在集團業務重組後的融合工作。2015年，陳秀梅為渣打銀行（香港）發行的鈔票簽署，為香港史上首個在鈔票上簽署的女性。陳秀梅在受訪時指出，「這是我職業生涯的亮點，一個人可以成為行政總裁，但你並不經常有機會簽署一張鈔票。」
2017年3月，陳秀梅退休，渣打香港行政總裁由禤惠儀接任。
退休後，陳秀梅獲委任為多家公司的獨立非執行董事，包括滙豐保險（亞洲）、領展、宏利金融、中華電力、恒隆集團等公司。

## 觀點
陳秀梅關注性別平等議題，尤其著重提高女性在香港高級管理層和董事會層面的代表性。陳秀梅在職涯中曾任多個董事會成員，能影響公司決策，但她發現在倡導董事會提高性別配額時面臨阻力。因此，陳秀梅在退休後發起了「ACcelerate計劃」，旨在於香港建立人才管道，為擔任高級職務的女性提供晉升至高級管理層和董事會級別所需的領導力和人際交往技能。
2020年起，ACcelerate與企業合作，與企業合作接洽他們有意培養的女性人才，計劃參與者包括滙豐銀行、渣打銀行、宏利金融、恆隆地產以及證監會等機構。至2023年，已有超過100名香港高級女性人管理人員參與計劃。

## 個人生活
陳秀梅的丈夫同為馬來西亞華人葉怡福（Yap E Hock），葉氏同於雪菲爾大學畢業，主修化學工程，亦為英國特許公認會計師。此後，葉怡福從事金融服務行業，曾任康宏環球控股執行董事。
陳秀梅喜愛其家鄉的柔佛喇沙、椰糖煎蕊、ABC冰等馬來西亞食品。在其工作期間，她經常帶著一本平裝書陪同工作，以放鬆身心。

## 擔任公職
- 香港銀行公會輪任主席（2016年）
- 香港銀行同業結算有限公司主席
- 香港交易所風險管理委員會成員
- 香港交易所上市委員會成員
- 司法人員薪俸及服務條件常務委員會成員
- 證監會收購及合併委員會成員
- 證監會收購上訴委員會成員
- 樂施會理事會成員兼副主席（2012－2017年）

## 獎項
- 2015年：香港美國商會年度女性專業人士獎[16]
- 2020年：香港美國商會年度女性董事會成員獎

## 外部連結
- 官方网站（英文）